# 布雷杜瓦尔河
布雷杜瓦尔河（法語：Brédoire，法語發音：[bʁedwaʁ]）是法国新阿基坦大区滨海夏朗德省的河流，是布托訥河的左支流，长14.3千米。